# Syzygium unipunctatum
Syzygium unipunctatum är en myrtenväxtart som först beskrevs av Bernard Patrick Matthew Hyland, och fick sitt nu gällande namn av Lyndley Alan Craven och Edward Sturt Biffin. Syzygium unipunctatum ingår i släktet Syzygium och familjen myrtenväxter. Inga underarter finns listade i Catalogue of Life.